# BCC雄狮足球俱乐部
BCC雄獅足球會（BCC Lions F.C.）尼日利亚的一家职业足球俱乐部，位于尼日利亚吉博库，俱乐部历史上获得过 1 次尼日利亞足球甲級聯賽冠军和 2 次非洲优胜者杯的冠军。球队的主场为 J·S·塔卡体育场（J.S. Tarka Stadium）。

## 球队荣誉
- 尼日利亚足球甲级联赛:
  - 1994年

- 尼日利亚足协杯 冠军:
  - 1989年，1993年，1994年，1997年

- 非洲优胜者杯 冠军:
  - 1990年

- 非洲非洲优胜者杯亚军:
  - 1991年